# Villers-sur-Trie
Villers-sur-Trie war eine französische Gemeinde im Département Oise in der Region Hauts-de-France. Sie gehörte zum Arrondissement Beauvais, zur Communauté de communes du Vexin Thelle und zum Kanton Chaumont-en-Vexin.
Am 1. Januar 2018 wurde Villers-sur-Trie in die Commune nouvelle Trie-Château eingemeindet. Villers-sur-Trie ist eine Commune déléguée mit 322 Einwohnern (Stand: 1. Januar 2019) innerhalb der Gemeinde Trie-Château.

## Geographie
Die Ortschaft Villers-sur-Trie liegt in der Landschaft Vexin français, rund sechs Kilometer nordöstlich von Gisors und neun Kilometer nordwestlich von Chaumont-en-Vexin zwischen den Tälern der Epte und der Aunette. Zu ihr gehören die Weiler und Häusergruppen Les Hersans, Les Cardots, Les Gauguettes und Les Fermes.

## Einwohner
| Jahr                       | 1962 | 1968 | 1975 | 1982 | 1990 | 1999 | 2006 | 2011 |
| -------------------------- | ---- | ---- | ---- | ---- | ---- | ---- | ---- | ---- |
| Einwohner                  | 119  | 103  | 125  | 156  | 280  | 293  | 342  | 336  |
| Quellen: Cassini und INSEE |      |      |      |      |      |      |      |      |

## Sehenswürdigkeiten

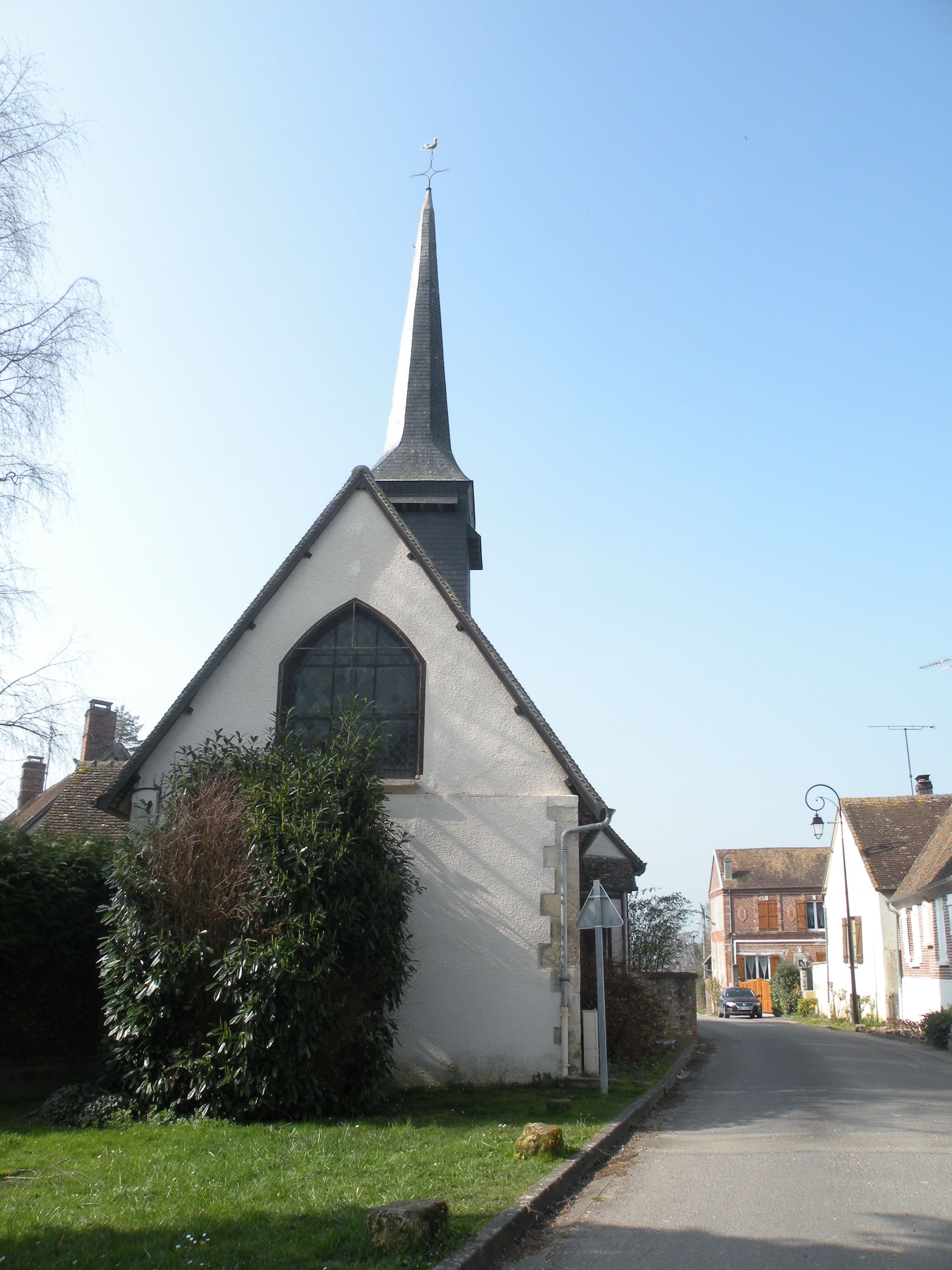
Kirche Saint-Denis

- Kirche Saint-Denis